# Guvernatorul Cetății Vaticanului
Guvernatorul Cetății Vaticanului este șeful unei comisii alcătuite din șapte membri, de regulă cardinali, care coordonează treburile Cetății Vaticanului. Guvernatorul este practic primul ministru al Cetății Vaticanului, denumit uneori "primarul" Vaticanului, termen sugestiv pentru activitatea pe care o îndeplinește. El nu trebuie confundat cu Cardinalul Secretar de Stat, care este primul ministru al Sfântului Scaun, personificarea juridică a Bisericii Catolice, cu sediul tot în Cetatea Vaticanului.
Din 15 septembrie 2006 guvernator al Cetății Vaticanului este arhiepiscopul Giovanni Lajolo.